# Hartmut Zippel
Hartmut Zippel (* 13. Juni 1938 in Gera; † 5. Februar 2020 in Berlin) war ein deutscher Orthopäde, Direktor der Orthopädischen Kliniken der Universität Greifswald (1977–1980) und der Charité (1980–2003).

## Leben
Nach dem Abitur in Gera 1956 studierte Zippel von 1956 bis 1962 Medizin in Leipzig und Erfurt. 1962 promovierte er zum Dr. med. Ab 1962 absolvierte er Fortbildungen zum Facharzt für Orthopädie im Marienstift in Arnstadt/Thüringen und ab 1966 an der Orthopädischen Universitätsklinik Leipzig. 1970 habilitierte er sich an der Universität Leipzig. Im gleichen Jahr wechselte er an die Orthopädische Universitätsklinik Greifswald als Oberarzt. 1977 wurde er zum ordentlichen Professor und Klinikdirektor in Greifswald berufen. Im Jahre 1980 wechselte er auf den Lehrstuhl für Orthopädie an der Humboldt-Universität zu Berlin (Charité), den er bis zur Emeritierung 2003 innehatte.
Unter seiner Leitung entwickelte sich die Orthopädische Klinik der Charité zu einer führenden Einrichtung in der DDR, insbesondere auf dem Gebiet der Endoprothetik, der Wirbelsäulenchirurgie einschließlich der Entwicklung einer Bandscheibenendoprothese, der minimalinvasiven arthroskopischen Chirurgie, der externen Fixationsverfahren bei Knochenbrüchen und Extremitätenverlängerungen. Er gründete eine eigenständige Forschungsabteilung.

## Ämter und Mitgliedschaften
- Stellvertretender Vorsitzender der Gesellschaft für Orthopädie und Traumatologie der DDR
- Chefredakteur der Zeitschrift „Beiträge zur Orthopädie und Traumatologie“.
- ab 1977 Mitglied der SICOT (Société Internationale de Chirurgie Orthopédique et de Traumatologie)
- ab 1988 Ehrenmitglied der Tschechoslowakischen Gesellschaft für Orthopädie und Traumatologie.

## Auszeichnung
- 1986 Nationalpreis der DDR III. Klasse für Wissenschaft und Technik zusammen mit Karin Büttner-Janz, Horst Waldleben und Kurt Schellnack Für seine Verdienste um Neuentwicklungen auf dem Gebiet des Bandscheiben- und Knochenersatzes für den menschlichen Bewegungsapparat[1]

## Bücher (Auswahl)
- Meniskusverletzungen und –schäden, Barth-Verlag, Leipzig, 1973, DNB 730287351
- Wirbelgleiten im Lendenbereich, unter Mitarbeit von E. Pfeil, Barth-Verlag, Leipzig, 1980, DNB 800311752
- Orthopädie: Leitfaden für Studierende, Verlag Volk und Gesundheit, Berlin, 1989, ISBN 978-3-333-00231-6.
- Orthopädie systematisch (2. Aufl.), Uni-med AG, Bremen, 2004, ISBN 978-3-89599-158-5.